# Villaconejos
Villaconejos község Spanyolországban, Madrid tartományban. Villaconejos Chinchón és Colmenar de Oreja községekkel határos. Lakosainak száma 3508 fő (2024).

## Népesség
A település népessége az utóbbi években az alábbiak szerint változott:
| Lakosok száma | 2946 | 3018 | 3092 | 3389 | 3484 | 3447 | 3350 | 3388 | 3456 | 3508 |
|               | 2001 | 2004 | 2007 | 2009 | 2012 | 2014 | 2017 | 2019 | 2022 | 2024 |